# District de Taizihe
Le district de Taizihe (太子河区 ; pinyin : Tàizǐhé Qū) est une subdivision administrative de la province du Liaoning en Chine. Il est placé sous la juridiction de la ville-préfecture de Liaoyang.